# Округ Вадина (Минесота)
Вадина (енгл. Wadena County) је округ у америчкој савезној држави Минесота.

## Демографија
По попису из 2010. године број становника је 13.843, што је 130 (0,9%) становника више него 2000. године.
| Група             | 2000.          | 2010.          |
| Белци             | 13.340 (97,3%) | 13.262 (95,8%) |
| Афроамериканци    | 66 (0,5%)      | 111 (0,8%)     |
| Азијати           | 25 (0,2%)      | 36 (0,3%)      |
| Хиспаноамериканци | 128 (0,9%)     | 176 (1,3%)     |
| Укупно            | 13.713         | 13.843         |